# مردخای زر
مردخای زر (عبری:מרדכי זר) (۱۹۱۴–۱۹۸۲) یک سیاستمدار اسراییلی ایرانی بود که در سالهای ۱۹۵۹ تا ۱۹۷۴ در کنست بود. او در مشهد در ایران به دنیا آمد و در سال ۱۹۳۵ عالیه کرد. او ابتدا به کارهای ساختمانی مشغول شد و بعد وارد وزارت کار شد. او در بین یهودیان میزراهی و ایرانی فعالیتهای اجتماعی می‌کرد. در سال ۱۹۵۵ در شورای شهر اورشلیم انتخاب شد. در سال ۱۹۵۹ به عضویت کنست در آمد. او این کرسی را تا سال ۱۹۷۴ حفظ کرد. او در سال ۱۹۸۲ در سن ۶۸ سالگی درگذشت.